# 高野秀行辺境チャンネル
『高野秀行辺境チャンネル』（たかのひでゆき・へんきょうちゃんねる）は、ノンフィクション作家高野秀行が著作をテーマに語るオンライントークイベント。月1回程度のペースで開催され、毎回1冊高野の著作を掘り下げる構成になっている。

## 概要
2020年6月14日に始まったオンラインのライブトークイベント。Zoomのウェビナー機能を使い、クローズドな環境で配信している。
ライブ配信は月1回ペース前後で、時間帯は土曜日の14時〜16時30分。ただし、テスト回の第0回は日曜日、第6回は月曜日に行われた。
毎回、高野秀行の著作１冊をテーマに選び、取材時のエピソードや収載できなかった内容のほか、取材時の写真や動画などを紹介。5分の休憩を挟んだのち、参加者の質問にライブで答えるQ&Aコーナーがある。
第7回で始めてまだ本になっていないテーマを扱った。
高野秀行のほか、聞き手として高野のマネージメントを担当する本の雑誌社の杉江由次（すぎえ・よしつぐ）と、高野のホームページやブログなどITまわりを担当していたAISA〈アイザ〉の小林渡（こばやし・わたる）が出演している。第3回「ワセダ三畳青春記で高野さんの青春に迫る！」では、オンラインで初のゲストも出演した。
第3回より見逃し配信ならびに、録画配信にも対応した。
公式情報として、Twitterの高野秀行辺境チャンネルアカウント（@henkyochannel）にて告知や配信内容の紹介が行われている。

## 過去の配信
最初の配信は、配信環境のテストを兼ねており、第0回として行われたため、実際の配信回数とタイトルの回数が1つ分ずれている。
初期の2回はライブ配信のみだったが、「第2回 謎のアジア納豆でネバネバトーク！」より、チケット購入者向けの見逃し配信と録画配信に対応した。
第7回で始めて外からの配信を行った（東京・曙橋にあるミャンマー・シャン料理店「ゴールデンバガン」）。
| 配信日              | 配信タイトル                                                                   | テーマの著作                                            | ゲスト                      |
| ------------------- | ------------------------------------------------------------------------------ | ------------------------------------------------------- | --------------------------- |
| 2020年6月14日（日） | 第0回「幻獣ムベンベを追え」を語り尽くせ！（テスト版）                          | 幻獣ムベンベを追え                                      | なし                        |
| 2020年6月27日（土） | 第1回 クレージーな「アヘン王国」を語る！                                       | アヘン王国潜入記                                        | なし                        |
| 2020年8月1日（土）  | 第2回 謎のアジア納豆でネバネバトーク！                                         | 謎のアジア納豆そして帰ってきた日本納豆                  | なし                        |
| 2020年8月29日（土） | 第3回 ワセダ三畳青春記で高野さんの青春に迫る！                                 | ワセダ三畳青春記                                        | 中江・アホ成田              |
| 2020年10月3日（土） | 第4回 納豆沼にはまった男は何をみつけたのか！                                   | 幻のアフリカ納豆を追え！ そして現れた＜サピエンス納豆＞ | 小林健一（健ちゃん）        |
| 2020年11月7日（土） | 第5回 評価まっぷたつの高野本史上奇書本中の奇書                                 | 怪魚ウモッカ格闘記                                      | なし                        |
| 2021年1月4日（月）  | 第6回 こんなおせちは嫌だ！ 新春！「辺境メシ」新年会 食べてるものは食べられる！ | 辺境メシ                                                | 野々山富雄（ノノさん）      |
| 2021年2月6日（土）  | 第7回 高野秀行30年の宿題 世界で最もカオスな秘境シャンに挑む！！                | なし（未執筆〉                                          | モモ（ゴールデンバガンCEO） |
| 2021年3月27日（土） | 第8回 風雲急を告げるミャンマー「ミャンマーの柳生一族2021」                     | ミャンマーの柳生一族                                    | 後藤修身                    |

### 高野秀行隊長以外の配信回
別の人を隊長に迎えて配信を行った回もある。
初の別隊長は、文筆家・イラストレーターの内澤旬子。
| 隊長     | 配信日               | 配信タイトル         | テーマの著作           | ゲスト |
| -------- | -------------------- | -------------------- | ---------------------- | ------ |
| 内澤旬子 | 2020年11月23日（土） | 小豆島へんろ／裏名所 | 内澤旬子の島へんろの記 | なし   |

## エピソード
「高野秀行辺境チャンネル」が生まれた経緯について、公式noteで次のように書かれている。
「「辺境チャンネル」は、突如世界を襲った未知なるウイルス、新型コロナウイルス感染症の被害が拡大する中、ノンフィクション作家・高野秀行さんが取材に行くことができなくなり、暇を持て余し、気づけば朝からビールの栓を開け、酒浸りになってしまいそうというSOSを発信。それをパラボラアンテナで受信した杉江（本の雑誌社）と高野さんの右腕である小林渡（AISA）がその危機から救うために創設した新たな取り組みです。」